# Ad Dali'
Ad Dali' (arabe : الضالع) est une ville, capitale du gouvernorat d'Ad Dali', au Yémen.